# Pintor de Filadelfia
Pintor de Filadelfia es el nombre convenido de un pintor de vasos griego que trabajó en Ática entre 725 y 700 a. C.
Las obras del Pintor de Filadelfia pertenecen al estilo geométrico tardío (SG IIb). Pintó lutróforos que solo se utilizaban para ceremonias fúnebres, que decoró con motivos de cortejos fúnebres. En un jarrón representa varias procesiones, cada una de las cuales discurre alrededor de la vasija. Las procesiones son diversas, como las de los hoplitas o los carruajes, una sobre otra y están separadas por una línea. Con certeza se le atribuyen seis vasos.
Su pintura está en la tradición de la pintura de vasos geométricos áticos, pero tiene algunas características especiales. Por un lado, el vaso que tiene su nombre es el primero que presenta imágenes tridimensionales de serpientes fijadas a las asas y al cuello de los vasos. Por otro lado, hay elementos de diseño que parecen copias de esquifos corintios. Merecen una mención especial las representaciones de aves conocidas de los esquifos de Corinto, que se encontraron como ajuares funerarios en tumbas áticas, entre otros lugares. La ejecución de las figuras del Pintor de Filadelfia fue influenciada por el taller de Atenas 894, por lo que se tuvo mayor cuidado en la ejecución de las armas. La representación de los carros es similar a la representación del Grupo Subdipilón.
El pintor de Filadelfia se llama así por un vaso que se conserva en el Museo de Arqueología y Antropología de la Universidad de Pensilvania en Filadelfia.